# Galeopsis pentagonus
Galeopsis pentagonus är en mossdjursart som först beskrevs av d'Orbigny 1842.  Galeopsis pentagonus ingår i släktet Galeopsis och familjen Celleporidae. Inga underarter finns listade i Catalogue of Life.